# Aracua (Venezuela)
Pour les articles homonymes, voir Aracua.
Aracua est la capitale de la paroisse civile d'Aracua de la municipalité de Bolívar de l'État de Falcón au Venezuela.